# Jan Damascen Lubieniecki
Jan Damascen Lubieniecki herbu Rola (ur. ok. 1651, zm. 1714 w Wohyniu) – polski duchowny katolicki, biskup bakowski, dominikanin.

## Życiorys
W 1667 wstąpił do zakonu dominikanów, śluby zakonne złożył 7 października 1668. Kształcił się w Warszawie i Krakowie. W latach 1671–1686 wykładał filozofię tomistyczną w Lyonie. Po powrocie został kaznodzieją nadwornym króla Polski Jana III Sobieskiego. W latach 1689–1690 był przeorem klasztoru dominikanów w Sieradzu i w 1691 w Brześciu Kujawskim.  Uzyskał doktorat teologii i został dwukrotnie przeorem klasztoru w Warszawie (od 10 grudnia 1691 do 1694 i od 22 marca 1708 do 1711). W 1700 mianowany profesorem w Collegium sopra Minerva w Rzymie. W 1704 na kapitule w Łańcucie wybrany prowincjałem dominikanów. Mianowany prokuratorem komisji papieskiej do beatyfikacji Czesława Odrowąża.
Przedstawiony na wakujące biskupstwo bakowskie, otrzymał nominację papieską 23 stycznia 1711, przyjmując sakrę biskupią w Rzymie. Rezydował w Polsce osobiście podejmując wizytację parafii na terenie swojej diecezji w 1714.  